# أوليغ ألكسندروفيتش سميرنوف
أوليغ ألكسندروفيتش سميرنوف (بالروسية: Смирнов, Олег Александрович)‏ (2 يناير 1964 في روسيا - ) هو لاعب كرة قدم روسي (وحمل سابقاً جنسية الاتحاد السوفيتي) في مركز الهجوم. لعب مع سبارتاك موسكو وشينيك ياروسلافل ونادي روتور فولغوغراد وإنرجيا فولجسكي ‏ وFC Lukhovitsy ‏ وFC Roda Moscow ‏ وFC Spartak Shchyolkovo ‏ وأسمرال موسكو.

## وصلات خارجية
- أوليغ ألكسندروفيتش سميرنوف على موقع قاعدة بيانات كرة القدم.إي يو (الإنجليزية)